# Kéteurós érmék

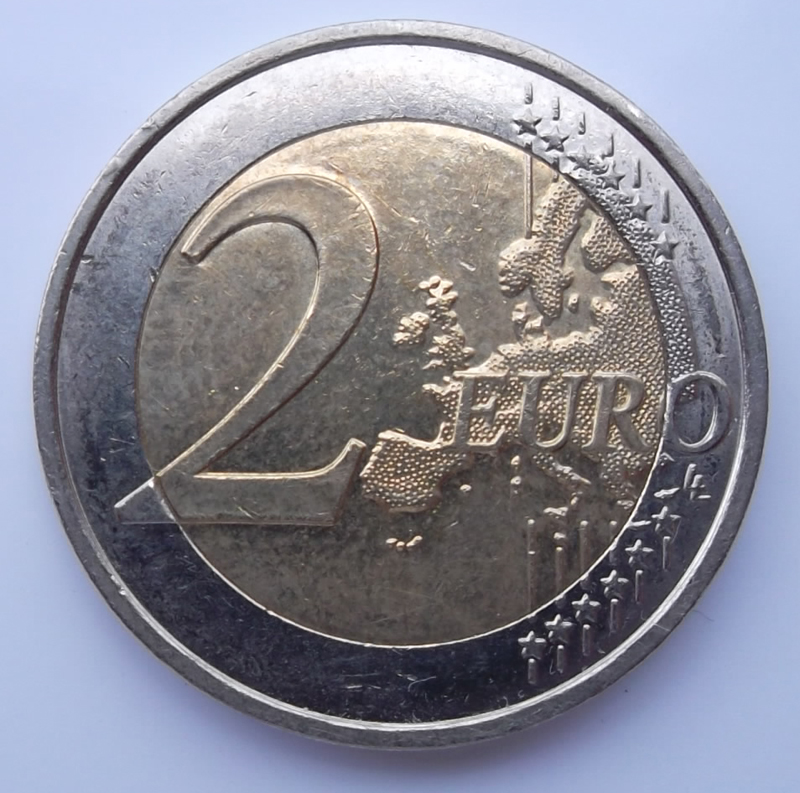
Kéteurós érme közös hátlapja a mintát Luc Luycx tervezte, és Európát ábrázolja

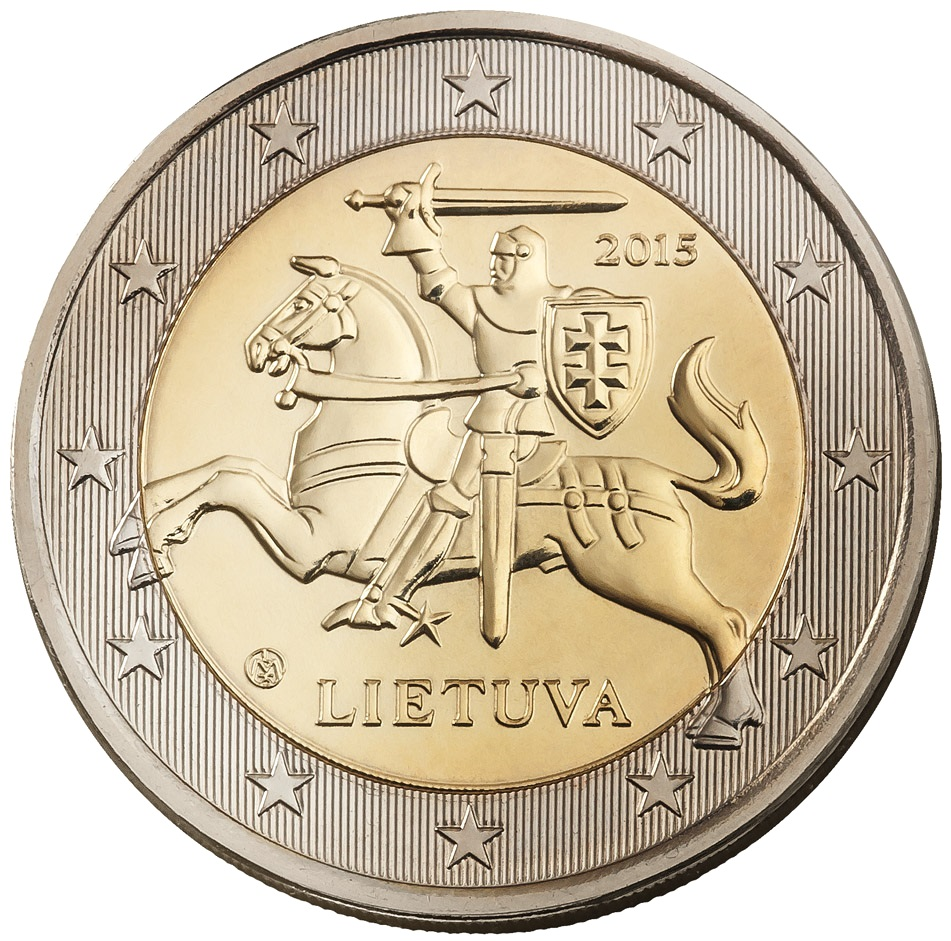
Litvánia kéteurós nemzeti előlapja, 2015

A kéteurós érme (2€) a legnagyobb értékű eurós érme. 2002-től van forgalomban, ekkor mutatták be készpénz formájában. Huszonkét országban az euró az egyedüli fizetőeszköz, s kb. 320 millió ember használja. Az érem két ötvözetből készült: a belső része sárgaréz–nikkelből, a külső pedig vörösréz–nikkelből. Minden érmének van egy közös hátlapja és egy nemzeti előlapja. A jelenleg is használatos közös hátlap 2007-ben került forgalomba.

## Az euró története
Az eurós érme kezdete 2002-re vezethető vissza, amikor az eurózóna 12 tagállamában és a hozzájuk tartozó területeken bemutatták az érméket és a bankjegyeket. A közös hátlapot egy belga művész, Luc Luycx tervezte, aki művével megnyerte az euróérmék tervezésére kiírt összeurópai versenyt. Az egy- és kéteurós érmék azzal a szándékkal készültek, hogy az Európai Uniót a maga akkori 15 országával úgy tüntessék fel, mint egy egészet, országait sokkal szorosabban összekapcsolva, mint ahogy a 10-50 centes érméken van feltüntetve (az 1-5 centes érméken az Európai Unió világtérképen való földrajzi behatárolását láthatjuk).
Az akkori 15 tagállam (eurózóna + Monaco, San Marino és Vatikán, amelyek saját maguknak verethettek pénzt) bizonyos kikötések alapján (mint pl. az összes érmére érvényes 12 csillagot tartalmazó követelmény) saját maguk megtervezhették a saját érméik nemzeti előlapjait. A győztes műveket az egyes országok saját országos versenyeiken választották ki. A nemzeti előlapok mintáit 2008 végéig nem lehetett megváltoztatni. Ez alól kivételt képezett az, ha az uralkodó (akinek általában a portréja megjelent az érmén) meghalt vagy lemondott. Ez történt Monacóban, valamint Vatikánvárosban is, ennek eredményeképpen három új minta került forgalomba (Vatikánnak volt egy átmeneti mintája is, amíg az új pápát meg nem választották). Egy új szabály következtében, amely kimondta, hogy a nemzeti előlapnak tartalmaznia kell az ország nevét, néhány változtatásra került sor a nemzeti előlapokon.
2004-ben hat államban engedélyezték az emlékérmék verését. 2007-ig már majdnem minden tagállam kiadott emlékérmét. 2007-ben minden egyes eurózóna – tagállam kiadott egy „Római Szerződés aláírásának 50. évfordulója“ témájú emlékérmét.
2004-ben és 2007-ben az EU tagállamainak a száma bővült, és az előrelátható további bővítések miatt 2007-ben újratervezték a tízcentes és annál nagyobb értékű euróérmék közös hátlapján levő térképet. Ez a térkép nem csak az Európai Uniót, hanem egész Európát egy összefüggő szárazföldként ábrázolta, habár Ciprust kissé nyugatabbra rajzolták, mivel a térkép Boszporusznál végződik (Törökország kizárásával, valószínűleg politikai okok miatt). Az újratervezésre 2004 helyett csak azért 2007-ben került sor, mert a bővítés Szlovénia csatlakozásával csupán 2007-ben vált valóra. Ezért a szlovén minta alapján került a többi érme is forgalomba.
Ciprus és Málta 2008-ban, Szlovákia 2009-ben, Észtország pedig 2011-ben csatlakozott az eurozónához. 2009-ben egy újabb, az összes euróövezeti tagállam által kiadott emlékérem került forgalomba abból az alkalomból, hogy az euró mint fizetőeszköz tízéves lett. 2012-ben volt az érmék és a bankjegyek forgalomba hozásának 10. évfordulója. Ez alkalomból újabb emlékérmét adtak ki az eurózóna tagállamai.

## Tervezés
Az érmék két ötvözetből állnak. A belső rész három rétegből áll (sárgaréz–nikkel, nikkel, sárgaréz–nikkel) a külső rész pedig vörösréz–nikkelből, ezáltal lesz az érme külső része ezüst, a belső pedig arany színű. Az érme átmérője 25,75 mm, vastagsága 2,2 mm, súlya 8,5 gramm. Az érme éle finoman van feliratozva, az egyes élek országonként változóak. Néhány országban az érme élére az ország neve van kiírva, másokra az érme értéke.

### Közös hátlap
A hátlapot (2007-től használt minta) Luc Luycx tervezte, és Európát ábrázolja. E térkép viszont nem ábrázolja Izlandot, Boszporusznál végződik, északra haladva félkörívesen Közép – Ukrajnán, Fehéroroszországon és Észak – Skandinávián keresztül. Ciprus nyugatabbra található, mint valójában van, és Málta aránytalanul nagy, hogy lehessen látni a térképen. A térkép az egyenetlenségeinek köszönhetően veretes hatású, nem pedig egy lapos minta. Az érme jobb oldalán hat párhuzamos vonal található - ezek nem metszik a szárazföldet -, valamint a 6-6 csillag a vonalak két végén, ezek a csillagok Európa zászlaján levő 12 csillagot szimbolizálják. A térképre az EURO szó van ráírva, balra tőle pedig egy nagy kettes számjegy. A tervező nevének kezdőbetűi, az „LL“ betűk Ciprus mellett találhatók.

### Nemzeti előlap
Az érme előlapja attól az országtól függ, amelyik forgalomba hozza. Minden egyes előlapnak tartalmaznia kell a 12 csillagot, a véső kezdőbetűit, valamint a forgalomba hozás évét. Ezen az oldalon nem lehet feltüntetni újból az érme értékét, ez alól kivételt képez az az ország, amely más ábécét használ, mint a latin (jelenleg Görögország az egyetlen ilyen állam, ezért került a "2 EYPΩ" felirat az érmére). Ausztria szintén ráírta a "2 EURO" feliratot az érméje előlapjára.

### Az egyes érmék élei
Az érmék élei a forgalomba hozó országok szerint változik:
| Ország                                                             | Élfelirat | Magyarázat |
| ------------------------------------------------------------------ | --------- | --- |
| Ausztria                                                           |           | A "2 EURO ★★★" felirat 4x ismétlődik, állítva és fejjel lefelé fordítva kölcsönösen váltakozik.                                                                        |
| Belgium, Franciaország, Írország, Luxemburg, Monaco, Spanyolország |           | A "2 ★ ★" felirat 6x ismétlődik, állítva és fejjel lefelé fordítva kölcsönösen váltakozik.                                                                             |
| Ciprus                                                             |           | A "2 ΕΥΡΩ 2 EURO" felirat 2x ismétlődik (2 EURÓ görögül és törökül).                                                                                                   |
| Észtország                                                         |           | "EESTI ○" (Észtország észtül) állítva és fejjel lefelé fordítva. |
| Finnország                                                         |           | "SUOMI FINLAND" (Finnország finnül és svédül, mert ez a két hivatalos nyelv Finnországban), amelyet 3 oroszlánfej követ.                                               |
| Görögország                                                        |           | "ΕΛΛΗΝΙΚΗ ΔΗΜΟΚΡΑΤΙΑ ★" (ELLINIKI DIMOKRATIA: "HELLÉN KÖZTÁRSASÁG" görögül).                                                                                           |
| Hollandia                                                          |           | "GOD ★ ZIJ ★ MET ★ ONS ★" (ISTEN LÉGY VELÜNK hollandul). Ugyanezt a feliratot használták a holland forinton is.                                                        |
| Lettország                                                         |           | "DIEVS ★ SVĒTĪ ★ LATVIJU" (ISTEN ÓVJA LETTORSZÁGOT). |
| Málta                                                              |           | A "2✠✠" felirat 6x ismétlődik, állítva és fejjel lefelé fordítva kölcsönösen váltakozik.                                                                               |
| Németország                                                        |           | "EINIGKEIT UND RECHT UND FREIHEIT" (EGYSÉG ÉS IGAZSÁG ÉS SZABADSÁG németül), Németország nemzeti mottója és a német himnusz kezdete, amelyet egy szövetségi sas követ. |
| Olaszország, San Marino, Vatikán                                   |           | A "2 ★"felirat 6x ismétlődik, állítva és fejjel lefelé fordítva kölcsönösen váltakozik.                                                                                |
| Portugália                                                         |           | Az élen 7 kastélyt és 5 címert szimbolizáló minta szerepel, amelyek a nemzeti előlapon szintén megtalálhatóak, egymástól egyforma távolságra elhelyezve.               |
| Szlovákia                                                          |           | "SLOVENSKÁ REPUBLIKA" (SZLOVÁK KÖZTÁRSASÁG szlovákul) két csillaggal és egy hársfalevéllel a csillagok között.                                                         |
| Szlovénia                                                          |           | "SLOVENIJA •" (SZLOVÉNIA szlovénül) |

### Tervezett érmék
Ausztriának, Görögországnak és Németországnak bizonyos változtatással újra kell majd tervezniük az érméiket, hogy betartsák az irányelveket, amelyek kimondják: az érmének tartalmaznia kell a forgalomba hozó ország nevét vagy kezdőbetűit, és nem lehet az érme értékét újra feltüntetni az előlapon.

Ráadásul van néhány EU tagállam, amely még nem vezette be az eurót, de már eldöntötte, hogyan fognak az érméik kinézni. De mivel még nem tudni pontosan, hogy mikor vezetik be az eurót, ezért még el sem kezdték az érméket verni.

## Fordítás
Ez a szócikk részben vagy egészben a 2 euro coin című angol Wikipédia-szócikk fordításán alapul.  Az eredeti cikk szerkesztőit annak laptörténete sorolja fel. Ez a jelzés csupán a megfogalmazás eredetét és a szerzői jogokat jelzi, nem szolgál a cikkben szereplő információk forrásmegjelöléseként.